# MetaKit
MetaKit ist ein in C++ programmiertes Datenbanksystem. Es gehört zu den Lightweight-Datenbanken und kann kein SQL, sondern verwendet eine einfache API mit nur sechs Basisklassen. MetaKit ist extrem klein und schnell und verfügt über Schnittstellen zu C++, Python und Tcl.